# Kalmadavu, Savanur
Kalmadavu là một làng thuộc tehsil Savanur, huyện Haveri, bang Karnataka, Ấn Độ.